# Marie Gluesenkamp Perez
Kristina Marie Gluesenkamp Pérez (/ˈ ɡ l uː z ə n k æ m p /), née le 4 juin 1988, également connue sous ses initiales MGP, est une femme politique américaine. Membre du Parti démocrate, elle est élue de l'État de Washington à la Chambre des représentants des États-Unis depuis 2023.
Elle remporte ce siège en battant le candidat républicain Joe Kent dans un district historiquement républicain, une victoire considérée comme une surprise par plusieurs médias. Elle siège notamment à la Commission de l'agriculture et au Comité des petites entreprises, et co-préside la Blue Dog Coalition, un groupe de démocrates centristes.
Gluesenkamp Pérez défend à la fois le droit à l'avortement et le deuxième amendement. Ses priorités politiques incluent le soutien aux petites entreprises, la formation professionnelle et l'opposition à l'extrémisme politique.

## Jeunesse et carrière
Gluesenkamp Perez est née le 4 juin 1988 d'un père immigré du Mexique. Elle est diplômée en économie du Reed College en 2012,. Elle et son mari possèdent un atelier de réparation automobile à Portland, dans l'Oregon.
En 2016, Gluesenkamp Perez perd la course au poste de commissaire du comté de Skamania. Elle obtient 32,79 % des voix lors des primaires du 2 août, terminant deuxième derrière le républicain Richard Mahar. Aux élections générales du 8 novembre, elle perd contre Mahar avec 46,3 % des voix.
En 2018, Gluesenkamp Perez perd la course au poste de commissaire du district des services publics du comté de Skamania.
Lors des primaires présidentielles du Parti démocrate de 2016, Gluesenkamp Perez soutient Bernie Sanders.

## Chambre des représentants des États-Unis

### Élections

#### 2022

Logo de la campagne

Gluesenkamp Perez sort d'une primaire générale non partisane, qui est mise en œuvre dans l'État de Washington à partir des élections de 2008. Dans ce format, tous les candidats de tous les partis sont inscrits sur le même scrutin primaire, et les deux qui obtiennent le plus de voix accèdent aux élections générales. Aux primaires, elle termine première parmi tous les candidats avec 31,0 % des voix. Le républicain Joe Kent termine à la deuxième place et se qualifie également pour les élections générales, battant le représentant sortant, la républicaine Jaime Herrera Beutler, de 0,5 %. La républicaine Heidi St. John termine quatrième, avec 16,0 % des voix. L'autre démocrate en lice, Davy Ray, obtient 2,2 %. À l'approche des primaires, le démocrate Brent Hennrich, qui a mené deux premiers sondages du groupe Trafalgar, se retire de la course et soutient Gluesenkamp Perez.
Sa note des élections générales varie de « Lean R », selon le Cook Political Report, à « Solid R » dans les prévisions de la Chambre des représentants de FiveThirtyEight,. FiveThirtyEight estime que Gluesenkamp Perez a 2 % de chances de remporter les élections générales contre Kent et devrait recevoir 43,6 % du vote populaire. Elle est en tête dans l'un des deux sondages et en retard dans l'autre, mais les deux se situent dans la marge d'erreur. Sa victoire ultérieure reçoit une large attention nationale, le Seattle Times la qualifiant de « bouleversement politique le plus étonnant dans le pays cette année » et de « microcosme des élections de mi-mandat »,. Kent concède la victoire le 21 décembre, à la suite d'un recomptage,.

### Missions des comités
- Commission de l'agriculture

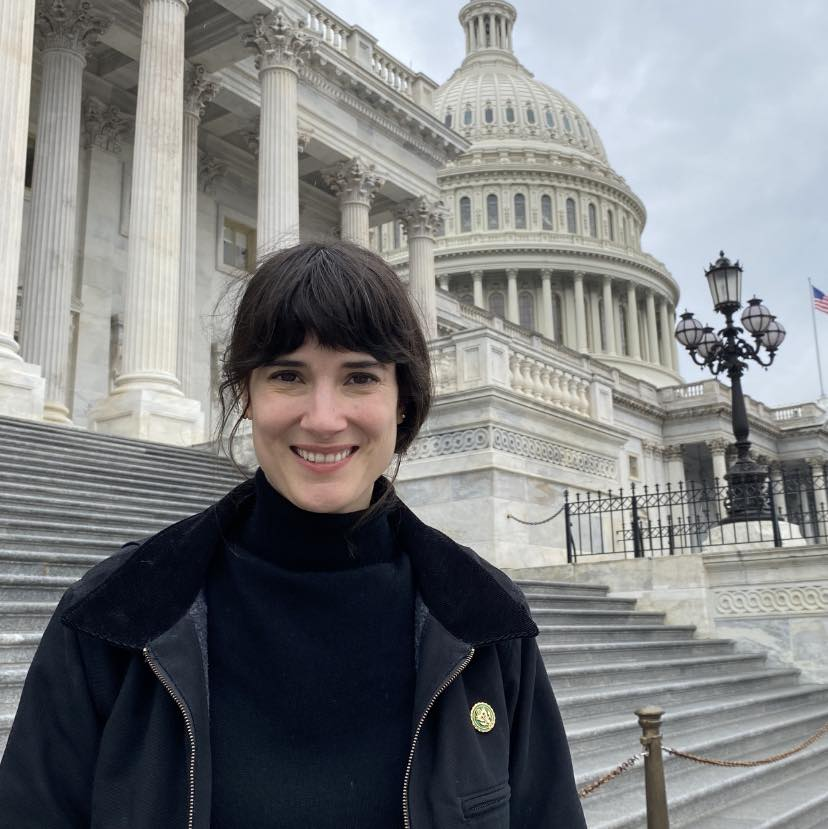
Gluesenkamp Perez devant le Capitole des États-Unis le jour de son investiture.

  - Sous-commission sur les marchés des matières premières, les actifs numériques et le développement rural[20]
  - Sous-comité des forêts[21]
- Comité des petites entreprises
  - Sous-comité de surveillance, d'enquêtes et de réglementation[22]
  - Sous-commission du développement rural, de l'énergie et des chaînes d'approvisionnement[23]

### Adhésions au caucus
- Blue Dog Coalition[24] (coprésidente)
- Caucus hispanique du Congrès[25]

## Positions politiques
Gluesenkamp Perez fait campagne en tant que démocrate modérée qui est un « partisan à la fois du droit à l'avortement et du deuxième amendement ». Elle « met l'accent sur le soutien aux petites entreprises, à la formation professionnelle et aux préoccupations locales, comme l'industrie du bois » et sur l'opposition à l'extrémisme politique,.

### Droit à l'avortement
Gluesenkamp Perez soutient le droit à l'avortement, citant son expérience personnelle d'avortement après une fausse couche,,. KGW décrit son soutien au droit à l'avortement comme « un principe de sa campagne ». Elle vote contre la loi sur la protection des survivants de l'avortement né en vie, qui criminalise les prestataires de soins de santé qui ne fournissent pas de soins à un nourrisson né vivant après une tentative d'avortement.

### Inflation
Gluesenkamp Perez impute l'inflation aux entreprises qui sous-traitent des emplois et déclare qu'il s'agit du principal problème affectant les électeurs de sa circonscription. Elle appelle à une utilisation accrue de la réserve stratégique pétrolière à court terme et à une augmentation à long terme du nombre d’emplois disponibles dans les industries vertes.

### Élections
Gluesenkamp Perez estime que le vote postal est sûr et réfute les allégations non fondées faisant état d'une fraude généralisée parmi les bulletins de vote par correspondance. Elle condamne l'attaque du Capitole des États-Unis le 6 janvier et critique Kent pour ne pas l'avoir fait.

### Contrôle des armes
Gluesenkamp Perez s'oppose à une interdiction pure et simple des armes d'assaut, mais exprime son intérêt pour l'augmentation de l'âge requis pour acheter une arme d'assaut de 18 à 21,. Elle appelle également à embaucher davantage de policiers pour faire face à une augmentation des crimes contre les biens.

### Droit à la réparation
En mai 2023, Gluesenkamp Perez contribue à l'introduction du REPAIR Act et du SMART Act, deux projets de loi bipartites sur le droit à la réparation qui visent à obliger les constructeurs automobiles à partager les pièces, les outils et les données nécessaires aux réparations à moindre coût.

### Dette étudiante
Gluesenkamp Perez vote contre un plan d'allégement de la dette étudiante proposé par la Maison Blanche en 2023. Elle est l'une des deux seules démocrates de la Chambre à le faire, avec Jared Golden du Maine. À l'époque, elle déclare : « l'expansion de l'annulation de la dette étudiante doit être accompagnée, dollar pour dollar, d'investissements dans l'enseignement professionnel et technique. Je ne peux pas soutenir le premier sans l'autre. La grave pénurie de travailleurs de métier doit être résolue, vue et traitée comme une priorité nationale. ».

### NDAA
Le 14 juillet 2023, Gluesenkemp Perez vote en faveur de l'adoption de la loi annuelle sur l'autorisation de la défense nationale, qui comprend des dispositions interdisant les dépenses du Pentagone pour l'avortement et les chirurgies trans. Elle qualifie le projet de loi de « profondément défectueux » en raison des amendements républicains contre lesquels elle a voté, mais déclare qu'elle a voté pour le projet de loi visant à « protéger nos citoyens, nos frontières et nos courageux militaires ».

## Vie privée
Gluesenkamp Perez vit près de Stevenson, Washington, dans le comté de Skamania. Elle est mariée à Dean Gluesenkamp et a un enfant. Gluesenkamp Perez est non confessionnelle.